# Corynactis bahamensis
Corynactis bahamensis är en korallart som beskrevs av Watzl 1922. Corynactis bahamensis ingår i släktet Corynactis och familjen Corallimorphidae. Inga underarter finns listade i Catalogue of Life.